# Tmesisternus geniculatus
Tmesisternus geniculatus là một loài bọ cánh cứng trong họ Cerambycidae.